# Ligne 6 du métro de Séoul
 (février 2017).
Si vous disposez d'ouvrages ou d'articles de référence ou si vous connaissez des sites web de qualité traitant du thème abordé ici, merci de compléter l'article en donnant les références utiles à sa vérifiabilité et en les liant à la section « Notes et références ».
Pour les articles homonymes, voir Ligne 6.
La ligne 6 du métro de Séoul, gérée par la Seoul Metropolitan Rapid Transit Corporation (SMRT), traverse le nord de la ville en formant un U.
La longueur totale de cette ligne est de 35.1 km.

## Situation sur le réseau

Plan du réseau du métro de Séoul (2023)

## Histoire
Le premier tronçon Bonghwasan - Sangwolgok, d'une longueur de 4 km fut inauguré le 7 août 2000.
Le 15 décembre 2000, le reste de la ligne d'une longueur de 27 km a été mis en service bien que quatre stations (Itaewon - Yaksu) dans le centre-ville n'avaient pas été complètement aménagées à cette date. Ces dernières, opérationnelles depuis le 9 mars 2001, achèvent le programme ambitieux de l'expansion du réseau métropolitain de Séoul mené depuis 1990.
La correspondance avec la ligne 2 à Sindang ne fut ouverte qu'à compter du 3 août 2001.
La ligne 6 est la seule ligne du réseau métropolitain de Séoul à posséder des tronçons monodirectionnels. Les rames vont dans le sens contraire des aiguilles d'une montre entre les stations de Yeokchon (611) et de Gusan (615), communément appelée la boucle Eungam.
Par conséquent, les quais de ces stations sont également à sens unique.
La ligne 6 est en cours d'extension à l'est, afin de faciliter les correspondances avec la ligne ferroviaire Gyeongchun. Une nouvelle station a été construite en surface, Sinnae. Elle sert de terminus et de dépôt.

### Schéma

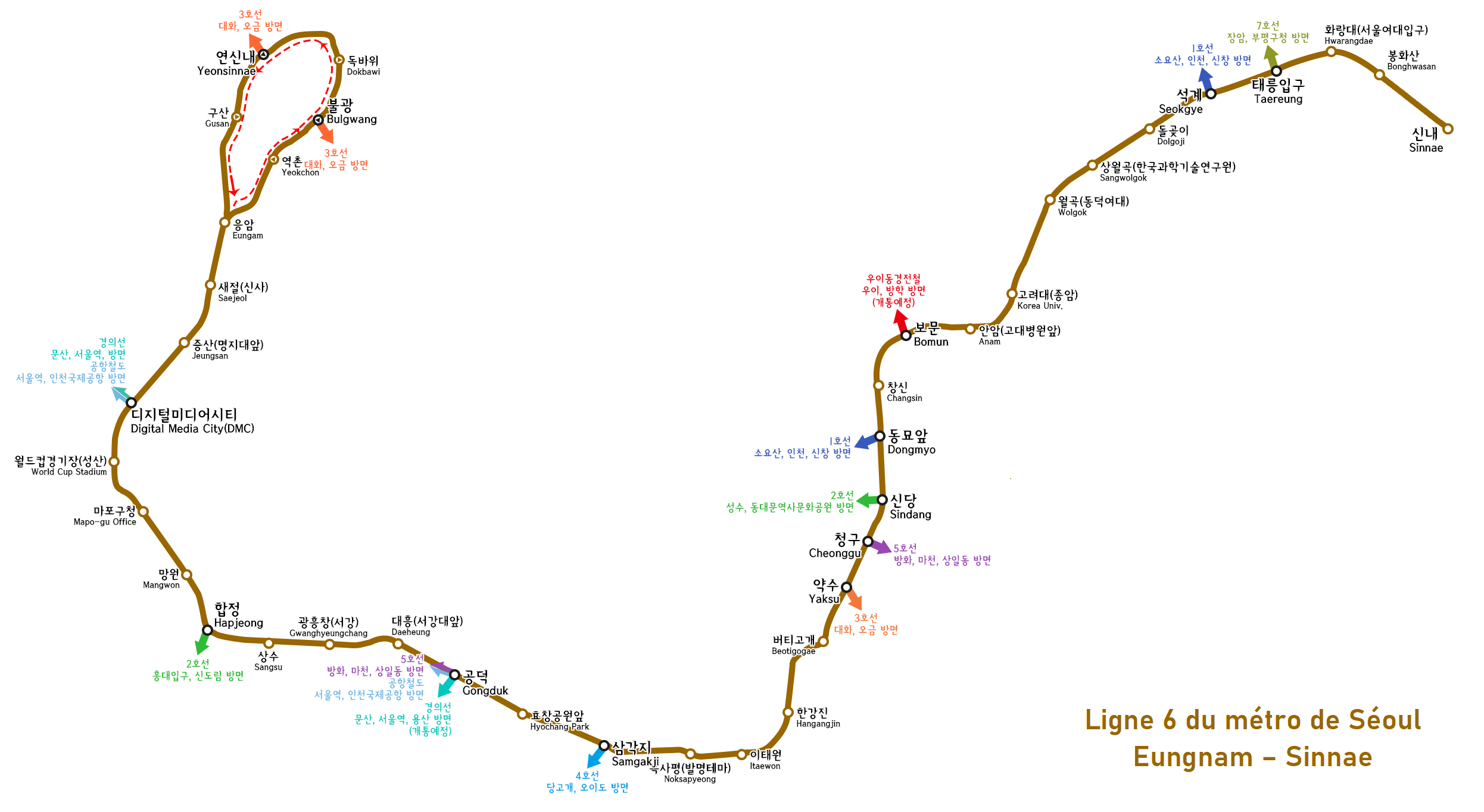
Plan de la ligne.

## Liste des stations

### Liste
| Identifiant | Station Français           | Station Hangeul  | Station Hanja    | Correspondances     | Distance (km) | Distance cumulée | Lieu  | Lieu         |  |
|             |                            |                  |                  |                     |               |                  |       |              |  |
| 610         | Eungam                     | 응암             | 鷹岩             |                     | ---           | 0.0              | Séoul | Eunpyeong-gu |  |
| 611         | Yeokchon                   | 역촌             | 驛村             |                     | 1.1           | 1.1              | Séoul | Eunpyeong-gu |  |
| 612         | Bulgwang                   | 불광             | 佛光             | Ligne 3             | 0.8           | 1.9              | Séoul | Eunpyeong-gu |  |
| 613         | Dokbawi                    | 독바위           | 독바위           |                     | 0.9           | 2.8              | Séoul | Eunpyeong-gu |  |
| 614         | Yeonsinnae                 | 연신내           | 연신내           | Ligne 3             | 1.4           | 4.2              | Séoul | Eunpyeong-gu |  |
| 615         | Gusan                      | 구산             | 龜山             |                     | 0.9           | 5.1              | Séoul | Eunpyeong-gu |  |
| 610         | Eungam                     | 응암             | 鷹岩             |                     | 1.5           | 6.6              | Séoul | Eunpyeong-gu |  |
| 616         | Saejeol                    | 새절             | 새절             |                     | 0.9           | 7.5              | Séoul | Eunpyeong-gu |  |
| 617         | Jeungsan                   | 증산             | 繒山             |                     | 0.9           | 8.4              | Séoul | Eunpyeong-gu |  |
| 618         | Digital Media City         | 디지털미디어시티 | 디지털미디어시티 | Ligne Gyeongui AREX | 1.1           | 9.5              | Séoul | Eunpyeong-gu |  |
| 619         | Stade de la Coupe du monde | 월드컵경기장     | 월드컵競技場     |                     | 0.8           | 10.3             | Séoul | Mapo-gu      |  |
| 620         | Mairie de Mapo-gu          | 마포구청         | 麻浦區廳         |                     | 0.8           | 11.1             | Séoul | Mapo-gu      |  |
| 621         | Mangwon                    | 망원             | 望遠             |                     | 1.0           | 12.1             | Séoul | Mapo-gu      |  |
| 622         | Hapjeong                   | 합정             | 合井             | Ligne 2             | 0.8           | 12.9             | Séoul | Mapo-gu      |  |
| 623         | Sangsu                     | 상수             | 上水             |                     | 0.8           | 13.7             | Séoul | Mapo-gu      |  |
| 624         | Gwangheungchang            | 광흥창           | 廣興倉           |                     | 0.9           | 14.6             | Séoul | Mapo-gu      |  |
| 625         | Daeheung                   | 대흥             | 大興             |                     | 1.0           | 15.6             | Séoul | Mapo-gu      |  |
| 626         | Gongdeok                   | 공덕             | 孔德             | Ligne 5 AREX        | 0.9           | 16.5             | Séoul | Mapo-gu      |  |
| 627         | Parc de Hyochang           | 효창공원앞       | 孝昌公園앞       |                     | 0.9           | 17.4             | Séoul | Yongsan-gu   |  |
| 628         | Samgakji                   | 삼각지           | 三角地           | Ligne 4             | 1.2           | 18.6             | Séoul | Yongsan-gu   |  |
| 629         | Noksapyeong                | 녹사평           | 綠莎坪           |                     | 1.1           | 19.7             | Séoul | Yongsan-gu   |  |
| 630         | Itaewon                    | 이태원           | 梨泰院           |                     | 0.8           | 20.5             | Séoul | Yongsan-gu   |  |
| 631         | Hangangjin                 | 한강진           | 漢江鎭           |                     | 1.0           | 21.5             | Séoul | Yongsan-gu   |  |
| 632         | Beotigogae                 | 버티고개         | 버티고개         |                     | 1.0           | 22.5             | Séoul | Jung-gu      |  |
| 633         | Yaksu                      | 약수             | 藥水             | Ligne 3             | 0.7           | 23.2             | Séoul | Jung-gu      |  |
| 634         | Cheonggu                   | 청구             | 靑丘             | Ligne 5             | 0.8           | 24.0             | Séoul | Jung-gu      |  |
| 635         | Sindang                    | 신당             | 新堂             | Ligne 2             | 0.7           | 24.7             | Séoul | Jung-gu      |  |
| 636         | Dongmyo                    | 동묘앞           | 東廟앞           | Ligne 1             | 0.6           | 25.3             | Séoul | Jongno-gu    |  |
| 637         | Changsin                   | 창신             | 昌信             |                     | 0.9           | 26.2             | Séoul | Jongno-gu    |  |
| 638         | Bomun                      | 보문             | 普門             |                     | 0.8           | 27.0             | Séoul | Seongbuk-gu  |  |
| 639         | Anam                       | 안암             | 安岩             |                     | 0.9           | 27.9             | Séoul | Seongbuk-gu  |  |
| 640         | Université de Corée        | 고려대           | 高麗大           |                     | 0.8           | 28.7             | Séoul | Seongbuk-gu  |  |
| 641         | Wolgok                     | 월곡             | 月谷             |                     | 1.4           | 30.1             | Séoul | Seongbuk-gu  |  |
| 642         | Sangwolgok                 | 상월곡           | 上月谷           |                     | 0.8           | 30.9             | Séoul | Seongbuk-gu  |  |
| 643         | Dolgoji                    | 돌곶이           | 돌곶이           |                     | 0.8           | 31.7             | Séoul | Seongbuk-gu  |  |
| 644         | Seokgye                    | 석계             | 石溪             | Ligne 1             | 1.0           | 32.7             | Séoul | Nowon-gu     |  |
| 645         | Taereung                   | 태릉입구         | 泰陵入口         | Ligne 7             | 0.8           | 33.5             | Séoul | Nowon-gu     |  |
| 646         | Hwarangdae                 | 화랑대           | 花郞臺           |                     | 0.9           | 34.4             | Séoul | Nowon-gu     |  |
| 647         | Bonghwasan                 | 봉화산           | 烽火山           |                     | 0.7           | 35.1             | Séoul | Jungnang-gu  |  |
| 648         | Sinnae                     | 신내             | 新內             | ligne Gyeongchun    | 1.3           | 36.4             | Séoul | Jungnang-gu  |  |
|             |                            |                  |                  |                     |               |                  |       |              |  |

## Sites touristiques
- Le Mont Bukhan (북한산) non loin de la station de Dokbawi
- Le parc céleste (하늘공원) et le parc des lueurs (노을공원) non loin de la station de Stade de la Coupe du Monde
- Le parc de l'ile de Seonyu (선유도공원) non loin de la station Hapjeong
- Terrain de camping du parc de Nanji (난지공원캠핑장) non loin de la station Mairie de Mapo
- Marche aux puces du quartier de Hwanghak (황학동만물시장) non loin de la station Dongmyo
- Le mémorial de la guerre de Corée (전쟁기념관) non loin de la station Samgakji
- Les sentiers de Namsan (남산산책코스) non loin de la station Hangangjin
- L'arboretum de Hong-neung (홍릉수목원) non loin de la station Université Korea.
- Taegangneung (태강릉) : Les tombes royales de la dynastie Lee du royaume de Joseon non loin de la station Hwarangdae.